# Squamish (vent)
Pour les articles homonymes, voir Squamish.
Le squamish est un vent fort et souvent violent qui souffle parfois en hiver dans de nombreux fjords, baies et vallées de la province de Colombie-Britannique au Canada. Ce vent est consécutif à une poussée d’air arctique.
De manière générale, les masses d'air en Colombie-Britannique proviennent de l'océan Pacifique, situé à l'ouest de la province. Dans le sud-ouest de la province, ces masses d'air océaniques sont tempérées et humides. Il arrive cependant que de l'air froid arrive des zones arctiques, situées au nord, et se retrouve coincé par les pentes occidentales des Rocheuses canadiennes. Au fur et à mesure de son accumulation, cet air est poussé de plus en plus vers le sud et se retrouve contraint à s'engouffrer dans les nombreuses vallées, globalement orientées d'ouest en est, qui découpent la côte montagneuse de la province. Ces vallées (souvent des fjords) se retrouvent alors remplies avec un air arctique froid et sec, au lieu de l'air océanique tempéré et humide, causant des changements radicaux de la température. Ce phénomène, d'une façon générale, est appelée une « poussée d'air arctique ».
Lorsque l'air océanique arrive de l'ouest, il rencontre l'air froid, provoquant des chutes de neige et des épisodes de gel. Et en chassant l'air froid en dehors de vallées, il provoque un vent glacial appelé « squamish ». Un tel vent s'observe notamment depuis la baie Howe (Howe Sound) vers le détroit de Géorgie. Officiellement la météo canadienne définit un squamish lorsque le refroidissement éolien qu'il provoque atteint la valeur de -20.